# Оберфюрер

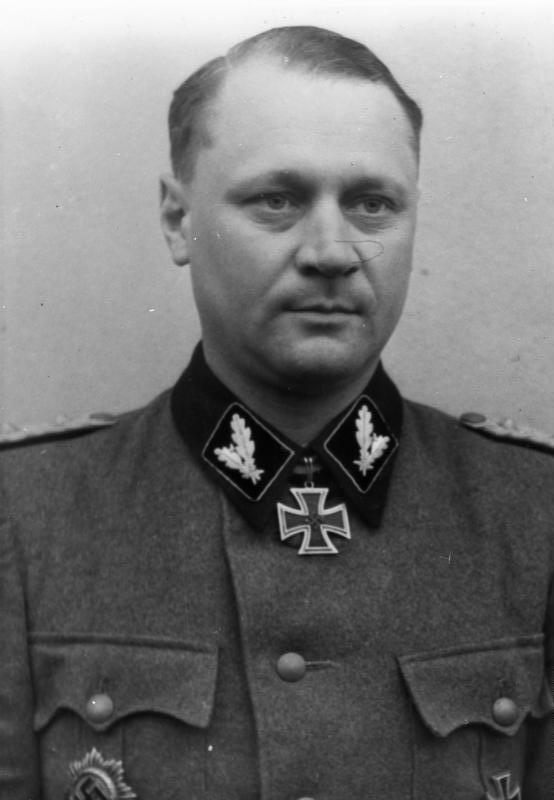
CC-Оберфюрер Йоахім Румор

Оберфю́рер (нім. SS-Oberführer) — звання СС (нім. Schutzstaffel) та СА (нім. Sturmabteilung), введене в нацистській партії ще в 1921 році.
В структурі організації СС (так звані Загальні СС) введене в 1932 році, як звання керівника структурної одиниці СС Абшніт (нім. Abschnitt).
Абшніт мав назву по назві території, на якій він розташовувався. Скоріше його можна назвати гарнізоном, аніж бригадою або дивізією. Абшніт в своєму складі мав зазвичай три Штандарти (нім. SS Standarte) та деяку кількість спеціальних підрозділів (автомобільні, саперні, медичні тощо). У Ваффен-СС та поліцейських структурах оберфюрери СС на всіх видах форми, окрім партійної, носили погони оберста (нім. Oberst, полковника) також, як і штандартенфюрери СС, але, всупереч поширеній помилці, це звання не могло бути умовно зіставлене військовому званню полковник.
Насправді це звання було проміжним між званнями старших офіцерів і генералів, і теоретично відповідало посаді командира бригади СС, але на практиці як правило оберфюрери СС командували айнзацгрупами і «тубільними» дивізіями СС, укомплектованими місцевими добровольцями.
У особистому спілкуванні штандартенфюрерів СС інші військовослужбовці та службовці поліції, як правило іменували «полковниками», тоді як оберфюрерів — виключно по званню СС. Спеціальне звання оберфюрер, як штаб-офіцерське використовувалося в деяких напіввійськових формуваннях, наприклад в службі попередження про нальоти (нім. Luftschutz-Warndienst) в ППО рейху, служби допомоги (нім. Sicherheits-und Hilfsdienst) тощо.

## Знаки розрізнення
| Оберфюрер SS, SA, NSKK и NSFK                                   |                      |                      |                           |                        |                         |                        |
| Знаки розрізнення - Погон - Нарук. наш. (Маск. кост.) - Петлиця | · Schutzstaffel (SS) | · Schutzstaffel (SS) | · Schutzstaffel (SS)      | · Штурмові загони (SA) | · НC мех. корпус (NSKK) | · НC авіакорпус (NSFK) |
| Знаки розрізнення - Погон - Нарук. наш. (Маск. кост.) - Петлиця |                      |                      |                           |                        |                         |                        |
| Знаки розрізнення - Погон - Нарук. наш. (Маск. кост.) - Петлиця | лише Ваффен-СС       | лише Ваффен-СС       | - Загальні СС - Ваффен-СС | Петлиці                | Петлиці                 | Петлиці                |